# Johan Hallgren
Johan Hallgren es un músico sueco que pertenece a la banda de metal progresivo Pain of Salvation desde el año 1997. En dicho año, el éxito repentino de la banda luego de lanzar su álbum debut Entropia, lleva al guitarrista original Daniel Madgic a abandonar Pain Of Salvation en buenos términos y es Johan Hallgren quien es elegido como su reemplazo, ya que había participado en un proyecto anterior junto a Daniel Gildenlöw. Casi inmediatamente después de su ingreso a Pain Of Salvation, comienzan las sesiones de grabación del segundo trabajo discográfico de la banda One Hour by the Concrete Lake que saldría a la luz en el año 1998.
A finales del año 2011 Johan abandona Pain Of Salvation y es reemplazado por Ragnar Zolberg hasta el 1 de mayo de 2017, donde se anuncia la salida de Ragnar en circunstancias problemáticas que no fueron explicadas al detalle y el reingreso de Johan a las líneas de la banda, donde actualmente cumple su función de guitarrista y vocalista de apoyo.

## Discografía

### Discos de Estudio

#### Con Pain of Salvation
- 1997 - Entropia (álbum)
- 1998 - One Hour by the Concrete Lake
- 2000 - The Perfect Element, part I
- 2002 - Remedy Lane
- 2004 - BE (álbum de Pain of Salvation)
- 2007 - Scarsick
- 2010 - Road Salt One
- 2011 - Road Salt Two
- 2020 - Panther (solo de guitarra final en "Icon")

#### Con Cod Lovers
- 1989 - Best Friend
- 1990 - French Plums
- 1992 - Pretty Things

#### Con Arcana
- 1997 - Cantar de Procella

- 2000 - The Last Embrace

#### Con Astrakhan
- 2020 -  Astrakhan's Superstar Experience
- 2021 - A Slow Ride Towards Death

### Discos en vivo
- 2004 - 12:5 (Pain Of Salvation)
- 2005 - BE (Original Stage Production)

- 2009 - Ending Themes (On The Two Deaths of Pain Of Salvation)